# Biển Pechora

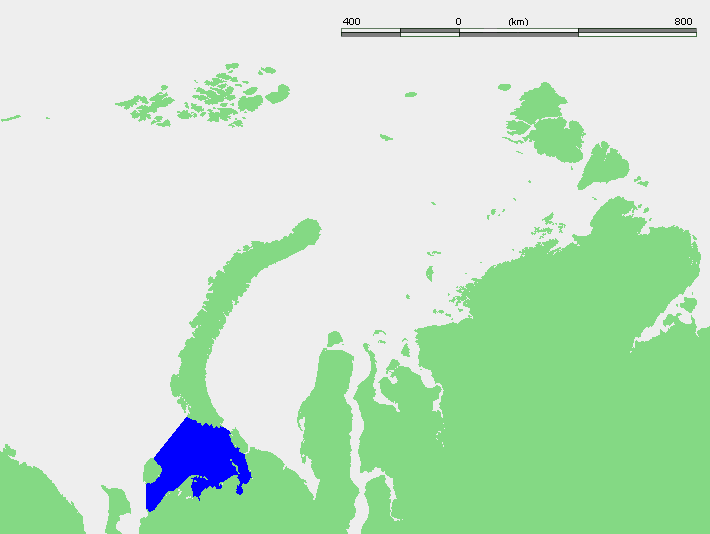
Khu vực biển Pechora.

Biển Pechora (tiếng Nga: Печо́рское мо́ре, hoặc Pechorskoye) là biển phía tây bắc nước Nga, tọa lạc ở phần phía đông nam của biển Barents. Giới hạn phía tây của biển là đảo Kolguyev, điểm tận cùng phía đông là bờ biển phía tây của đảo Vaygach và bán đảo Yugorsky, và phần biên giới phía bắc là phía nam của Novaya Zemlya.
Biển Pechora rất nông, độ sâu trung bình chỉ khoảng 6 m. Điểm sâu nhất khoảng 210 m. Phần phía nam của biển chảy về dòng Kolguyev về phía đông. Có một số đảo gần bờ, đảo lớn nhất là đảo Dolgiy. Biển Pechora có những tảng băng nổi từ tháng 11 đến tháng 6 năm sau. Dòng sông chính đổ vào biển là sông Pechora.

## Lịch sử
Trong lịch sử, trước khi biển Barents có tên, tên của biển Pechora đã được đặt. Phần còn lại của biển Barents ngày nay khi đó được biết đến như là biển Murmansk (Murmanskoye Morye)
Biển Pechora từng được coi như điểm khởi đầu trong việc thám hiểm các vùng biển băng giá khi đó chưa được biết đến nằm ở phía đông. Chuyến đi đầu tiên xuyên biển Pechora thông qua eo biển Yugorsky đã được thực hiện bởi nhà thám hiểm người Nga Uleb, từ Nizhny Novgorod. Chuyến đi của Uleb vào biển Kara được ghi lại vào sử sách năm 1032.
Cư dân Pomor (cư dân Nga vùng duyên hải Bạch Hải) đã thám hiểm vùng biển này và vùng duyên hải Novaya Zemlya từ thế kỷ thứ XI. Tuyến hàng hải đầu tiên ở Bắc cực, hành trình Mangazea Vĩ Đại, từ Bạch Hải đến sông Ob và vịnh Yenisei bắt đầu hoạt động vào nửa sau thế kỷ XVI.

## Hệ sinh thái
Ngành công nghiệp đánh cá ở biển Barents, đặc biệt là đánh bắt cá tuyết Đại Tây Dương, có ý nghĩa rất quan trọng với Na Uy và Nga. Nền đáy biển Pechora có sự đa dạng các loài động vật đáy. Ngoài ra, ở đây còn có một quần thể gấu Bắc Cực khác biệt về mặt di truyền gắn liền với biển Barents.
Hiện tại, có một vài giàn khoan dầu tại biển Pechora ở Dolginskoye và vùng dầu khí Prirazlomnoye. Các tác động tiêu cực của ngành công nghiệp dầu khí là rất đáng kể với biển Pechora.

## Danh sách các ghi chú
1. ↑  S. Dahle, 2004
2. ↑  C.M. Hogan, 2008
3. ↑  S.A. Ogorodov, 2004